# Юнусов, Равшанбек Бекович
Равшанбек Бекович Юнусов (14 февраля 1946 — 24 ноября 2016, Ташкент) — советский футболист, игравший на позиции защитника. Сыграл 90 матчей и забил 3 гола в советской высшей лиге в составе «Пахтакора».

## Биография
Воспитанник ташкентской ДЮСШ «Спартак», где занимался с 1956 года у тренера Маруфа Акбарова. В юниором возрасте играл за ташкентскую команду «Димитровец», также выступал за юношескую сборную Узбекской ССР.
В 1966 году перешёл в главную команду республики — ташкентский «Пахтакор». Дебютировал в высшей лиге 30 августа 1966 года в игре против ереванского «Арарата» (4:1), вышел в стартовом составе и отыграл весь матч. После этой игры футболист закрепился в составе «Пахтакора» и до конца сезона принял участие ещё в 12 встречах. Свой первый гол в высшей лиге чемпионата Советского Союза забил 10 апреля 1968 года в ворота московского «Динамо», которые защищал Лев Яшин. В середине сезона 1970 потерял место в составе и спустя год покинул команду. Всего в высшей лиге сыграл 90 матчей и забил 3 мяча.
После ухода из «Пахтакора» выступал во второй лиге за команду «Янгиарык», позднее переименованную в «Ханки».
После окончания игровой карьеры перешёл на тренерскую и административную работу. В последние годы перед пенсией был руководителем ташкентского спортивного комплекса «Истиклол». В 2000-е годы тренировал команду ветеранов «Пахтакора».
В 2014—2016 годах являлся аксакалом (глава местного самоуправления) махалли в Яккасарайском районе Ташкента.
Был женат, отец пятерых дочерей.